# Armidale-Klasse
Die Armidale-Klasse ist eine Patrouillenbootklasse der Royal Australian Navy (RAN). Sie wurde als Ersatz für die veraltete Fremantle Klasse geplant. 1993 begann das Projekt in Kooperation mit der Royal Malaysian Navy, aber das Projekt endete, als die malaysische Marine ausstieg. 1999 wurde das Projekt unter der Bezeichnung SEA 1444 als alleiniges Projekt der RAN reaktiviert. Von den sieben Vorschlägen wurde der Vorschlag des Austal Ships/Defence Maritime Services für zwölf Einheiten größerer Patrouillenboote angenommen. Das Typschiff HMAS Armidale wurde im Juni 2005 in Dienst gestellt. Zwei weitere Einheiten wurden 2005 geordert, um eine ausreichende Patrouillenflotte für den North West Shelf Venture vor der nordwestlichen Küste Australiens bereitzustellen.
Die Armidales sind länger und schwerer als ihre Fremantle-Vorgänger, mit verbesserter Ausdauer auf See und vergrößerter Reichweite. Dadurch sind die Armidales in der Lage, die Offshore-Territorien Australiens zu erreichen. Die Schiffe haben mehrere Besatzungen, die turnusmäßig an Bord dienen. Jeweils drei Besatzungen stehen für zwei Schiffe bereit. Dadurch können die Schiffe mehr Zeit auf See verbringen, ohne die Trainings- und Ruhezeiten der Besatzungen zu beeinträchtigen. Am Anfang ihrer Nutzung gab es Probleme mit den Treibstoffsystemen und ein 20-Kojen-Schlafraum für zusätzliche Passagiere wurde gesperrt, nachdem mindestens zweimal giftige Gase in der Abteilung gefunden worden waren.
Alle 14 Einheiten wurden von Austal in Henderson, Western Australia, einem Stadtteil von Perth gebaut, das letzte Schiff wurde im Februar 2008 in Dienst gestellt. Die Armidales werden von der Australian Patrol Boat Group betrieben und sind in Cairns und Darwin stationiert. Ihre Hauptaufgaben sind der Grenzschutz, Fischereikontrolle und das Abfangen von unautorisierten Grenzübertritten zur See, zwei Schiffe sind ständig dem North West Shelf Venture zum Schutz der Produktionsanlagen zugeteilt. Nach einem Feuer an Bord wurde HMAS Bundaberg aufgrund der schweren Schäden Ende 2014 außer Dienst gestellt. Ein fiktives Schiff der Armidale Klasse, HMAS Hammersley, ist ab Staffel zwei der Schauplatz der australischen Militärdramaserie Sea Patrol.

## Entwicklung und Bau
Die Planungen für die Armidale Klasse begannen 1993 als Ersatz für die Fremantle Klasse, die 1998 außer Dienst gestellt werden sollte. Daraus entstand ein gemeinsames Projekt mit Malaysia für den Bau eines Hochseepatrouillenbootes. Als Malaysia ausstieg, wurde das Projekt gestoppt und die Fremantles wurden modernisiert, um ihre Lebensdauer zu erhöhen. Die Kosten für den Unterhalt der alternden Schiffe veranlassten das Verteidigungsministerium ein neues Programm aufzusetzen, das die Bezeichnung SEA 1444 erhielt.
SEA 1444 markiert mehrere Abweichungen von den üblichen Beschaffungsprozeduren des Ministeriums. Anstatt die Anzahl der Schiffe vorzugeben, wurden als Ziel 3000 Seetage pro Jahr für die Klasse vorgegeben (mit 1800 Tagen in Grenzschutzoperationen, und einer Grundkapazität von 3600 Tagen). Dann wurde errechnet, wie viele Schiffe nötig sein würden, um das zu erreichen. Die Schiffe mussten bestimmte Leistungsparameter erfüllen, darunter die Fähigkeit zu Enteraktionen und zu Überwachungsoperationen. Der Konstrukteur wurde zudem verpflichtet, die Wartung und Nachrüstung der Schiffe für 15 Jahre nach Fertigung zu übernehmen.
Neun Firmen bekundeten Interesse, von diesen hatten sieben die benötigten Kapazitäten, um die Schiffe zu bauen. Aus diesen Sieben wurden Drei in die engere Auswahl genommen, basierend auf ihrer Reputation, Wettbewerbsfähigkeit und die Einbindung von Australiens eigener Industrie sowohl für den Bau als auch die Langzeitwartung. Austal Ships und Defence Maritime Services (DMS) schlossen sich zusammen, um 12 Schiffe basierend auf einer vergrößerten Version der Bay Klasse anzubieten, die vom australischen Zoll genutzt wurden. Die Firmen boten zwei Vorschläge für ein 56,80 Meter langes Schiff an, einer mit einer Stahlhülle und eines mit Aluminiumhülle. Letzteres bedeutete eine Verringerung des Treibstoffverbrauchs um 21 Prozent. Australian Defence Industries (ADI) bot einen Entwurf basierend auf den Patrouillenbooten der Flyvefisken Klasse der Königlich Dänische Marine. Das Schiff sollte aus GFK gebaut werden, vergleichbar mit den Minensuchbooten der Huon Klasse. Der Vorschlag von Tenix war eine Variante des 56 Meter langen Seenotrettungsschiffes der philippinischen Küstenwache. Der Zuschlag ging im Dezember 2003 an Austal/DMS. Der Auftrag hatte einen Wert von 553 Millionen Australischen Dollar, mit Kosten für jede Einheit zwischen 24 und 28 Millionen.
Während der Wahl 2004 versprach die Koalition, zwei weitere Einheiten anzuschaffen, um die Öl- und Gasförderanlagen vor der Nordwestküste angemessen zu überwachen. Diese wurden 2005 geordert.

## Entwurf und Konstruktion
Alle vierzehn Schiffe wurden von Austral auf deren eigenen Werften in Henderson, Western Australia gebaut. Das Typschiff HMAS Armidale wurde im Juni 2005 in Dienst gestellt. Zwei weitere Schiffe wurden 2005 geliefert, sechs im Folgejahr 2006 und fünf im Jahr 2007 mit dem letzten Schiff der Klasse, HMAS Glenelg, im Oktober 2007. 2008 war die Indienststellung abgeschlossen. Auf dem Höhepunkt wurden sechs Schiffe gleichzeitig gebaut.

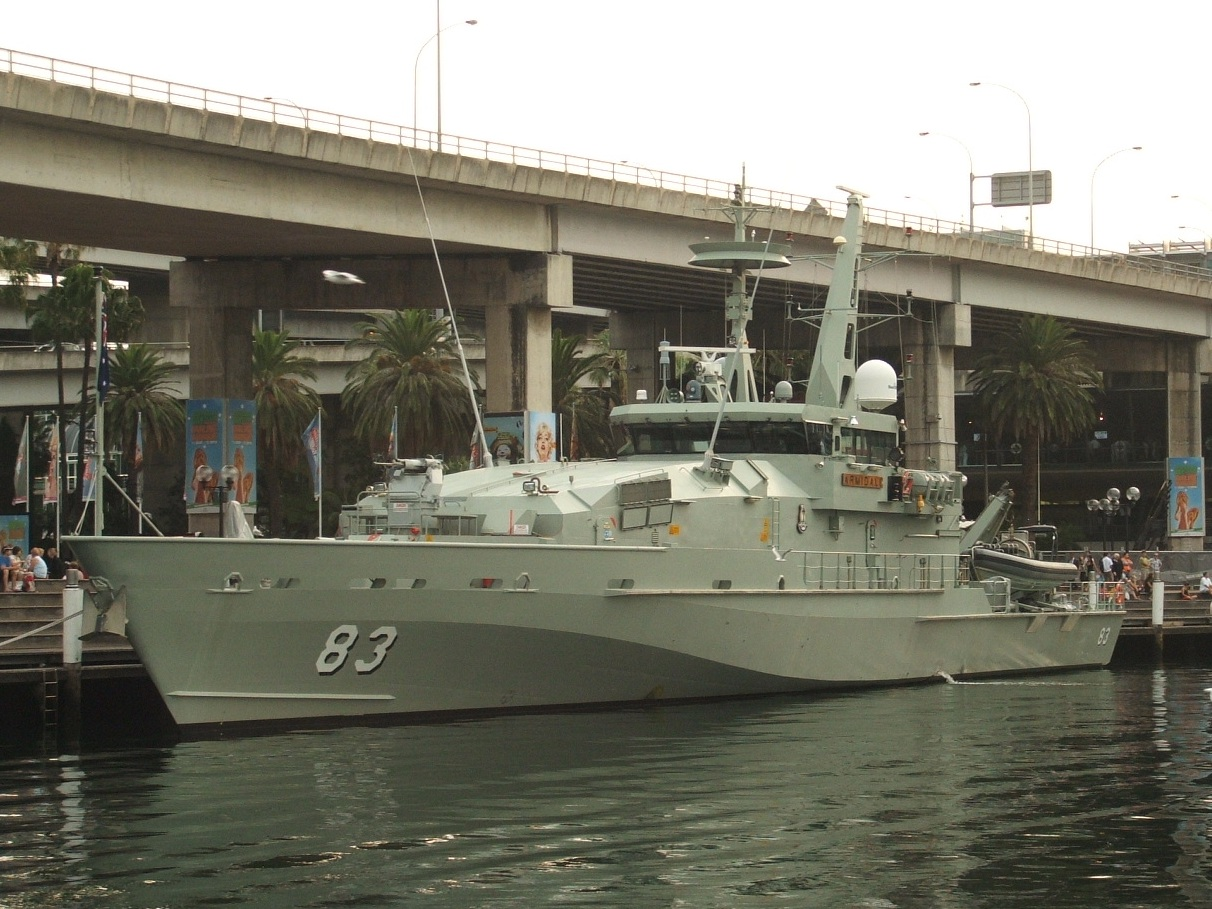
HMAS Armidale, das Typschiff der Klasse in Darling Harbour im Januar 2008

Jedes Boot ist 56,8 Meter lang, 9,7 Meter breit, hat 2,7 Meter Tiefgang und eine Standardverdrängung von 300 Tonnen. Die Hülle besteht aus Aluminium. Das lange Back wird durch einen Aufbautenkomplex mit Rundumsichtbrücke abgeschlossen. Der Schanz dient als große Arbeitsfläche und als Standort der beiden Kräne mit den zwei Festrumpfschlauchbooten (RIBs) und zwei Masten, welche als Antennen- und Sensorträger dienen. Die Schiffe sind eine Kombination aus den Det Norske Veritas Standards für leichte Hochgeschwindigkeitsboote und den Anforderungen der RAN. Es wurde viel Aufwand betrieben, um eine Überfrachtung der Schiffe oder eine Umdeutung in „Miniaturkriegsschiffe“ zu verhindern.
Die Armidales erreichen über maximal 24 Stunden eine Höchstgeschwindigkeit von 25 Knoten bis Seegang 4 (2,5 Meter Wellenhöhe) und besitzen zwei Propeller, die jeweils von einem 6225 hp (4642 kW) starken MTU 4000 16V Dieselmotor angetrieben werden. Die Schiffe haben eine Reichweite von 3000 Seemeilen bei 12 Knoten, was ihnen die Überwachung der entfernteren Offshoreterritorien ermöglicht, inklusive der Kokosinseln und der Weihnachtsinsel. Mittlerweile haben die Armidales ihre verbesserte Seefestigkeit im Vergleich zur älteren Fremantle Klasse gezeigt: die Armidales sind 15 Meter länger, 85 Tonnen schwerer und haben hydraulische Stabilisatorflossen und Trimmtanks, die ihnen erlauben, Seegang der Stufe neun zu überstehen. Ausgelegt sind sie für Standardpatrouillen von 21 Tagen, die maximale Seeausdauer beträgt 42 Tage.

### Waffen und Systeme

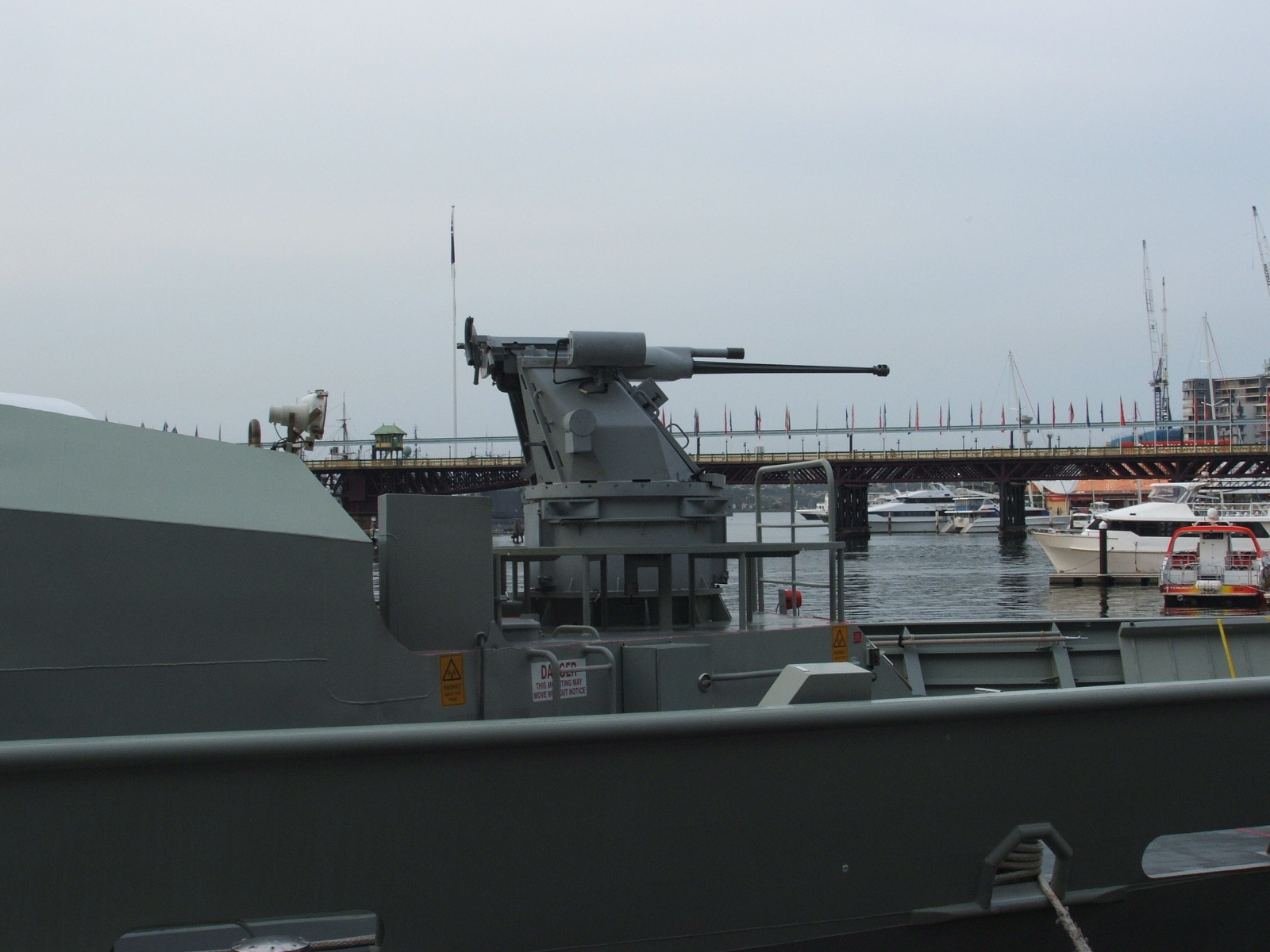
Die Hauptwaffe an Bord von HMAS Armidale

Die Hauptbewaffnung der Armidale Klasse ist eine Rafael Typhoon Lafette mit einer Maschinenkanone vom Typ M242 Bushmaster im Kaliber 25 mm. Diese Kanone verschießt 200 Schuss in der Minute und wird über eine Waffenstation auf der Brücke ferngesteuert. Die Zieldaten werden durch einen am Geschütz installierten Optroniksensor ermittelt. Zwei Browning-M2-Maschinengewehre im Kaliber 12,7 mm sind an den Brückennocks montiert.
Enteraktionen werden mit zwei 7,2 Meter langen, von einem Wasserstrahlantrieb angetriebenen Festrumpfschlauchbooten (englisch RIB) durchgeführt. Diese können zehn Personen transportieren, darunter ein acht Mann starkes, voll ausgerüstetes Enterkommando. Sie sind größer und stabiler als das einzelne RIB der Fremantles, können unabhängig operieren und besitzen eigene Kommunikations-, Navigations- und Sicherheitsausrüstung. Jedes RIB hängt an einem eigenen Davit, die Boote können einfach zu Wasser gelassen und geborgen werden. Ein zentralisierter „Ankleideraum“ im Schiffsinneren vereinfacht das Besetzen und Entladen der Boote.
Die Schiffe besitzen ein Oberflächensuch- und Navigationsradar Bridgemaster E, ein elektro-optisches Ortungssystem Toplite und ein Richtungsfindungssystem Warrlock. Ein Prism-III-Radarwarner wurde in die beiden letzten Boote schon beim Bau integriert und bei den anderen nachgerüstet. Die Armidale-Klasse wird eventuell mit einem Drohnensystem nachgerüstet.

### Besatzung
Jedes Patrouillenboot hat eine Standardbesatzung von 21 Personen, maximal haben 29 Personen Platz (nicht eingeschlossen der 20-Kojen-Zusatzschlafraum). Anders als die Frematles haben die Armidale-Boote keine feste Besatzung. Stattdessen gibt es insgesamt 21 Besatzungen für die 14 Boote, die in vier Divisionen unterteilt sind: Attack, Assail, Ardent, und Aware. Die ersten drei Divisionen stellen jeweils sechs Besatzungen für vier Schiffe, Aware stellt drei Besatzungen für zwei Boote. Die Armidales sind permanent bemannt, zwei der Besatzungen aktiv, während die dritte auf Landurlaub, im Training oder bei den Vorbereitungen für die Schiffsübernahme ist. Eine Übergabe kann in weniger als sechs Stunden erfolgen. Der Sinn der Mehrfachbesatzungen ist es, die Schiffe mehr Zeit auf See zu haben, ohne die Trainings- und Ruhezeiten der Besatzungen zu beeinträchtigen.

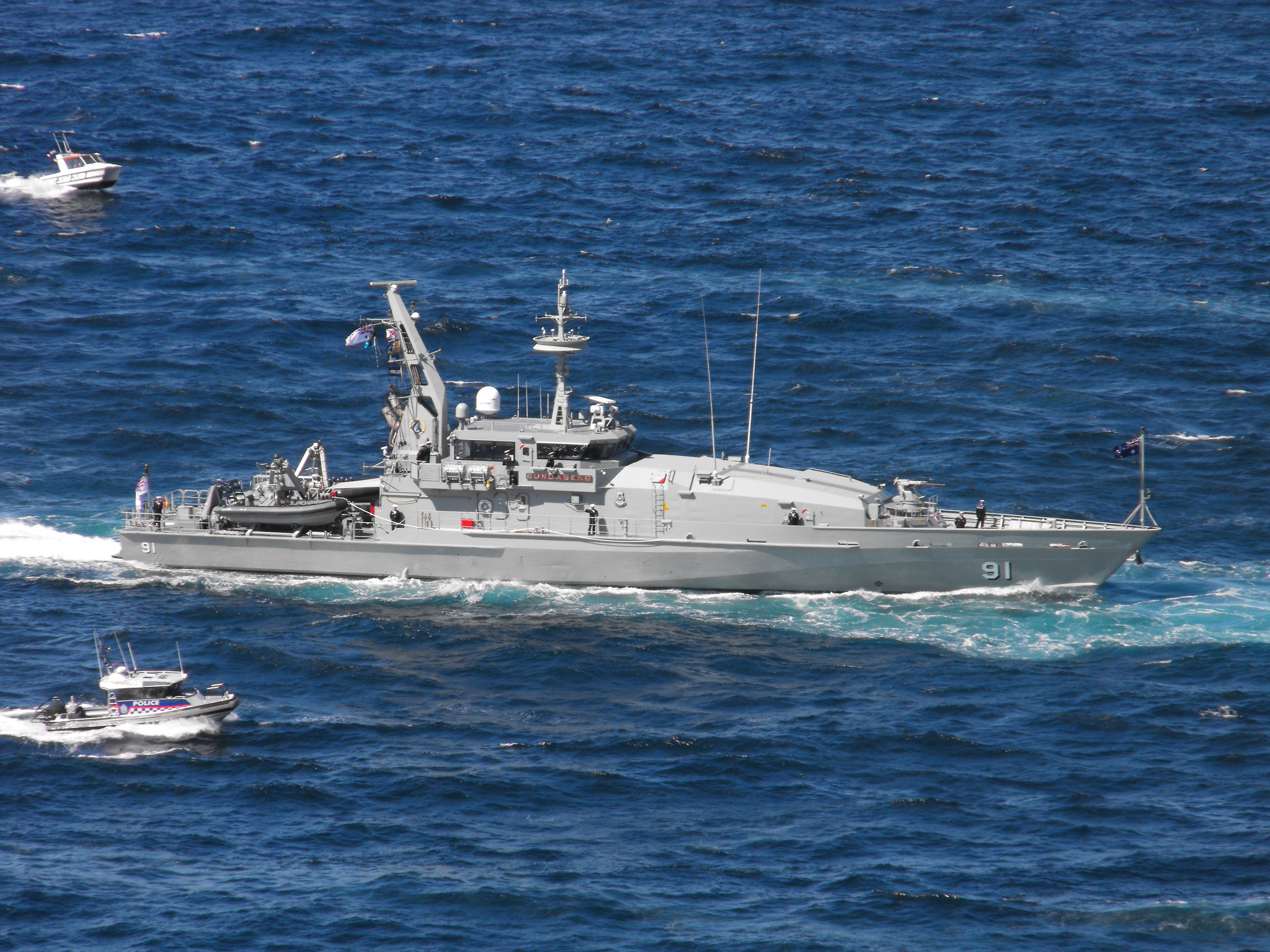
HMAS Bundaberg beim Einlaufen im Sydney Harbour, Oktober 2013

Die einfachen Matrosen leben an Bord in Vierbettkabinen, Offiziere und Unteroffiziere haben eigene Kabinen beziehungsweise Zweimann-Kabinen. Auf den älteren Fremantles gab es noch 16-Bett-Kabinen für die Matrosen. Die Besatzungen haben Zugang zu E-Mail-Diensten und Satellitenfernsehen, die Kombüse ist besser ausgestattet als die einer Fremantle und besser für schweren Seegang geeignet. Jede Armidale ist voll klimatisiert (außer Motor- und Maschinenraum). Der Komfort für die Besatzung ist also signifikant verbessert.

### Indienststellung
Die Einführung der Klasse lief nicht ohne Startschwierigkeiten. Seit 2005 litten alle aktiven Armidales zweimal unter Einschränkungen, die auf Wasserkontamination des Haupttreibstoffsystems begründeten. Der erste Vorfall im September 2006 führte zur monatelangen Stilllegung der Patrouillenboote und die Maschinenkontrollen wurden komplett überarbeitet. Das Problem trat erneut im Januar 2007 auf und führte zu einer weiteren „Betriebspause“ während der Austral das Treibstoffsystem überarbeitete, Betriebsprozeduren verändert und die Qualitätskriterien für den Treibstoff verschärft wurden. Die fünf in Konstruktion befindlichen Schiffe wurden noch auf der Werft mit den neuen Systemen ausgerüstet, die aktiven Schiffe 2007 nachgerüstet. Seit Dezember 2007 sind keine Probleme mit dem Treibstoff mehr aufgetreten.
Im ursprünglichen Entwurf findet sich achtern ein zusätzliches 20-Kojen-Abteil für den Transport von Soldaten, illegalen Fischern oder aufgegriffenen illegalen Einwanderern. In den beiden letztgenannten Fällen kann das Abteil von außen abgeriegelt werden. Eine Fehlfunktion in den Abwassersystemen an Bord von HMAS Maitland pumpte im August 2006 Hydrogensulfid und Kohlenmonoxid in das Abteil. Vier Seeleute, die darin arbeiteten, wurden verletzt. Die Nutzung des Abteils zur Unterbringung von Personen wurde daraufhin klassenweit verboten. Dieses Verbot bestand im Januar 2014 weiterhin. 2009 wurde auf einer anderen Armidale ein in dem Abteil arbeitender Matrose ebenfalls Hydrogensulfid ausgesetzt und Kohlenmonoxid wurde regelmäßig in dem Abteil gemessen.

## Einsatzgeschichte

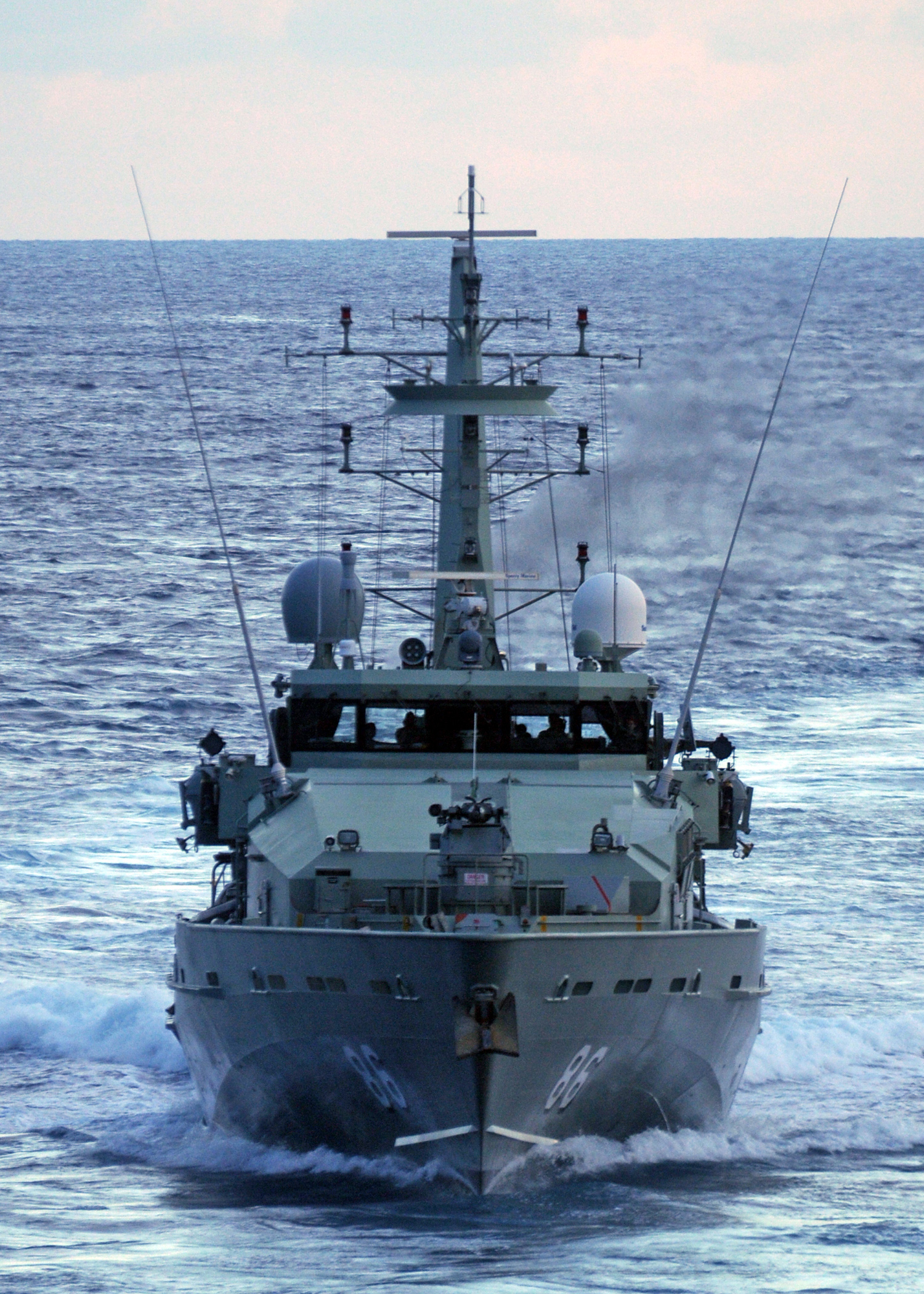
HMAS Albany in der Timorsee 2012

Die Armidales werden von der Australian Patrol Boat Group betrieben und verrichten hauptsächlich Grenzschutzaufgaben und Fischereipatrouillen. 2009 patrouillierten während Operation Resolute zu jeder Zeit sieben Armidales australische Gewässer. Zeitweise waren es bis zu neun der 14 Boote, wenn erforderlich. Zu Beginn des Jahres 2014 wirkte sich der lange Anmarschweg und der permanente Einsatz auf die Einhaltung der Wartungszyklen aus.
Die Ardent Division und vier Schiffe sind in Cairns stationiert, die anderen drei Divisionen auf HMAS Coonawarra in Darwin. Zwei Schiffe, üblicherweise HMAS Glenelg und HMAS Maryborough, dazu die Aware Division, können auf eine vorgeschobene Basis in Dampier, Western Australia verlegt werden, von wo aus sie die Öl- und Gasfelder vor der Nordwestküste Australiens überwachen.
Im August 2014 brach während einer Umrüstung auf einer zivilen Werft in Hemmant, Queensland ein Feuer an Bord der HMAS Bundaberg aus. Das Patrouillenboot wurde schwer beschädigt und am 18. Dezember außer Dienst gestellt.

## Einheiten
| Schiff                                                                   | Indienststellung                                                         | Stationierungsort                                                        | Außerdienststellung                                                      |
| Attack Division (6 Besatzungen, stationiert auf HMAS Coonawarra, Darwin) | Attack Division (6 Besatzungen, stationiert auf HMAS Coonawarra, Darwin) | Attack Division (6 Besatzungen, stationiert auf HMAS Coonawarra, Darwin) | Attack Division (6 Besatzungen, stationiert auf HMAS Coonawarra, Darwin) |
| ------------------------------------------------------------------------ | ------------------------------------------------------------------------ | ------------------------------------------------------------------------ | ------------------------------------------------------------------------ |
| HMAS Armidale                                                            | 24. Juni 2005                                                            | Darwin, Northern Territory                                               |                                                                          |
| HMAS Larrakia                                                            | 10. Februar 2006                                                         | Darwin, Northern Territory                                               |                                                                          |
| HMAS Bathurst                                                            | 10. Februar 2006                                                         | Darwin, Northern Territory                                               |                                                                          |
| HMAS Albany                                                              | 15. Juli 2006                                                            | Darwin, Northern Territory                                               | [ 19 ]                                                                   |
| Assail Division (6 Besatzungen, stationiert auf HMAS Coonawarra, Darwin) |                                                                          |                                                                          |                                                                          |
| HMAS Pirie                                                               | 29. Juli 2006                                                            | Port Pirie                                                               | 26. März 2021                                                            |
| HMAS Maitland                                                            | 29. September 2006                                                       | Newcastle, New South Wales                                               | 28. April 2022                                                           |
| HMAS Ararat                                                              | 10. November 2006                                                        | Melbourne                                                                | 2. Juli 2022                                                             |
| HMAS Broome                                                              | 10. Februar 2007                                                         | Broome                                                                   |                                                                          |
| Ardent Division (6 Besatzungen, stationiert auf HMAS Cairns, Cairns)     |                                                                          |                                                                          |                                                                          |
| HMAS Bundaberg                                                           | 3. März 2007                                                             | Bundaberg, Queensland                                                    | 18. Dezember 2014                                                        |
| HMAS Wollongong                                                          | 23. Juni 2007                                                            | Sydney, New South Wales                                                  | 8. Dezember 2022                                                         |
| HMAS Childers                                                            | 7. Juli 2007                                                             | Cairns, Queensland                                                       |                                                                          |
| HMAS Launceston                                                          | 22. September 2007                                                       | Launceston, Tasmania                                                     |                                                                          |
| Aware Division (3 Besatzungen, stationiert auf HMAS Coonawarra, Darwin)  |                                                                          |                                                                          |                                                                          |
| HMAS Maryborough                                                         | 8. Dezember 2007                                                         | Brisbane, Queensland                                                     |                                                                          |
| HMAS Glenelg                                                             | 22. Februar 2008                                                         | Adelaide, South Australia                                                | 7. Oktober 2022                                                          |

## Erscheinen in Film und Fernsehen

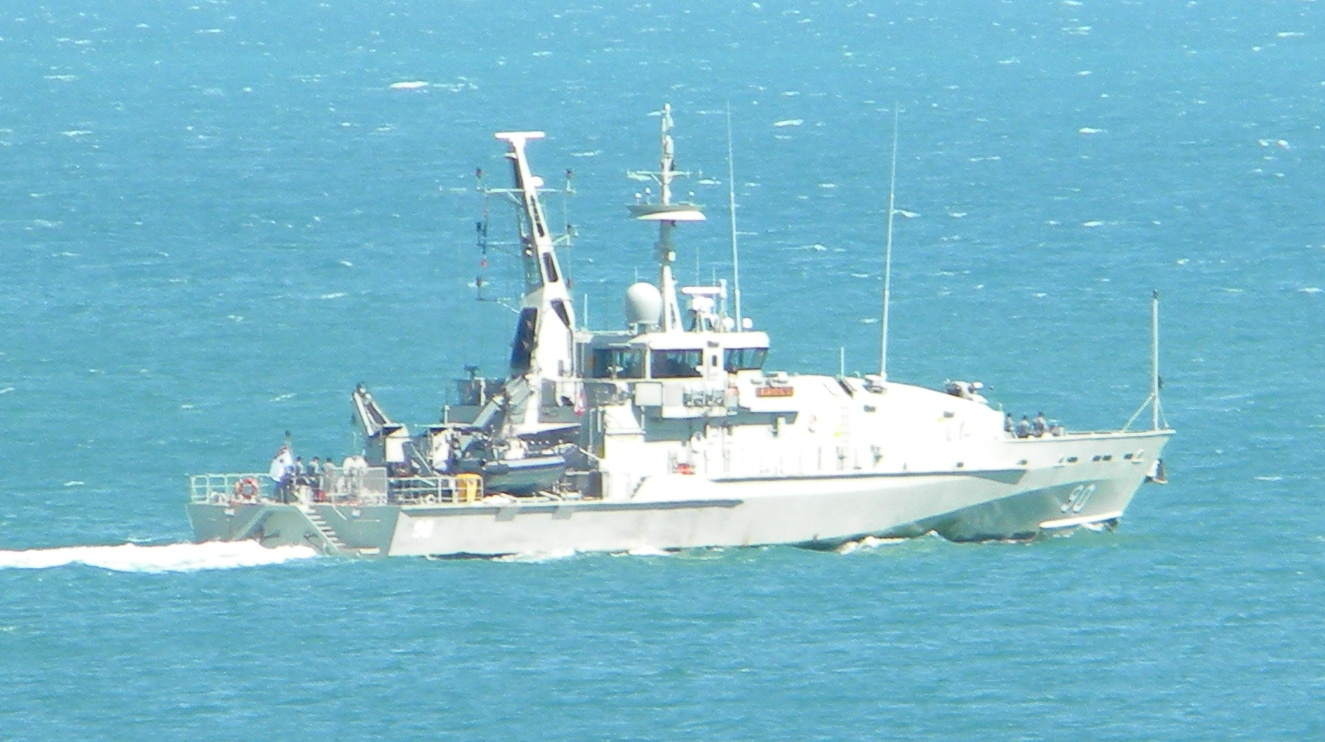
HMAS Broome 2010. 2008 war die Broome die fiktive HMAS Hammersley

Ab der zweiten Staffel von Sea Patrol, einer australischen Militärdramaserie, ist das fiktive Armidale-Patrouillenboot HMAS Hammersley Schauplatz der Handlung. 2008 dienten zwei Schiffe als Hammersley: 42 von 86 Drehtagen fanden an Bord der Broome statt, nachgedrehte Szenen wurden auf der HMAS Launceston produziert.

## Ersatz
Defending Australia in the Asia Pacific Century: Force 2030, das Strategiepapier des australischen Verteidigungsministeriums von 2009, schlug den Ersatz der Armidales zusammen mit den Minenjagd- und Hydrographieschiffen der RAN durch eine einzige Schiffsklasse mit Mehrfachnutzungsfähigkeit vor. Die neuen Schiffe sollen bis zu 2000 Tonnen wiegen und in der Lage sein, einen Helikopter oder eine Drohne einzusetzen. Ebenso soll ein modulares System zum Einsatz kommen, um die Schiffe gemäß der aktuellen Einsatzanforderungen umzurüsten.
Das Strategiepapier von 2013 bezeichnet diese neue Schiffsklasse als Langzeitprojekt und erwähnt als kurzzeitige Zwischenlösung eine Patrouillenbootklasse, basierend auf einem bestehenden Design. Das Projekt SEA1179 betreibt mehrere Studien zum möglichen Ersatz der Armidales.